# ジャップ・ロック・サンプラー
『ジャップ・ロック・サンプラー -戦後、日本人がどのようにして独自の音楽を模索してきたか- 』　（ジャップ・ロック・サンプラー -せんご、にほんじんがどのようにしてどくじのおんがくをもさくしてきたか-、英語: Japrocksampler: How the Post-war Japanese Blew Their Minds on Rock 'n' Roll）は、著作家でミュージシャンでもあるジュリアン・コープが書き、ブルームズベリー・パブリッシングから2007年9月3日に刊行された書籍。
日本語版は、奥田祐士の翻訳により、2008年7月23日に白夜書房から刊行された。この日本語版には、折田育造へのインタビューと、近田春夫とマーティ・フリードマンによる対談も収められている。
原書、日本語版とも、表紙にはフラワー・トラベリン・バンドのアルバム『エニウェア (Anywhere)』のジャケット写真が用いられている。

## 概要
304ページからなるハードカバーの本書は、1995年にコープが発表した、クラウトロックについての書籍『Krautrocksampler』の姉妹編であり、第二次世界大戦後の高度経済成長期における日本の民主化、西洋化の詳細を広範囲に取り上げ、1951年から1969年までの実験音楽シーンについての28ページにわたる詳細な分析を加えたものである。1960年代について扱っている最初の部分について、サイモン・レイノルズは、「本論の前日譚 (prequel to the book proper)」と述べている。日本の前衛芸術における暗黒舞踏とロック・ミュージックの尋常ならざる関係性については、14ページに及ぶエッセイ「J・A・シーザー (J.A. Caesar and the Radical Theatre Music of Japan)」で丹念に説明されている。また、タージ・マハル旅行団、フラワー・トラベリン・バンド、裸のラリーズ、ファー・イースト・ファミリー・バンド、スピード・グルー&シンキといったバンドについての詳細なバイオグラフィも収録されている。

## 評価
サイモン・レイノルズは、『ジャップ・ロック・サンプラー』には、主題と無関係な素材も盛り込まれているとし、「重苦しく吹き荒ぶ語句や論調が、あちらこちらで散文の中に忍び込んでくる (a certain windy ponderousness of phrase and tone creeps into the prose now and then)」と述べた。しかし、レイノルズは、「コープの裸のラリーズの賞賛が、単なる達成度の低さを覆い隠すたまの神秘化の工作のように見えるとしても [...]、他の場所で彼が喚起する内容には [...] 魅力と説得力がある。(If Cope's exaltation of Les Rallizes Denudes seems like mystique-building covering up simple underachievement [...], elsewhere his evocations [...] are enticing and convincing.)」とも述べている。 ヘレン・ザルツマンは、『オブザーバー』紙への寄稿で本書の周到な記述を賞賛しながらも、「この主題に対する彼の強い関心にもかかわらず、コープは扱う素材を水増ししており、それは彼が関心を寄せる運動に十分な数のバンドがいなかったことによるとのだと察せられる。[...]ファンたちは間違いなく大祭司の精神の旅を楽しむだろうが、さほどでもない読者は、彼の尊大さ、反復、重苦しいペースといった傾向を敬遠するかもしれない (one senses that despite his intense interest in the subject, Cope is padding out his material because there were simply not enough bands in the movement with which he is concerned. [...] Though fans will no doubt relish the jaunt through the Archdrude's mind, less committed readers may be put off by his tendency to pomposity, repetition and leaden pace.)」と述べた。
ミッシェル・フェイバーは、「コープの記述は興味深いが、音楽の聴取自体の代わりにはならないので、この本の有用性は、これがあなたをインスパイアして（古典的なアルバムを）探しに急いで出向くよう仕向けるか否かにかかっている [...] そこまで冒険心のない読者は、多くの機会を捉えた人々、狂った理想主義者、仏教徒のギャング、モンキーズのクローン [...]、そして正真正銘の天才についての逸話を、素直に楽しめるかもしれない (Cope's descriptions are tantalising but no replacement for hearing the music itself, so the book's usefulness depends on whether it inspires you to rush off in search of [classic albums] [...] Less adventurous readers may simply enjoy the anecdotes about a host of chancers, mad idealists, Buddhist gangsters, Monkees clones [...] and bonafide geniuses.)」と述べている。 フェイバーは、コープが「フォークや、様々な形式のジャズへの馴染みを欠いているため、彼が日本の最も特徴的なアーティストたちの多くを無視したり、脇に追いやったている (lack of affinity with folk or the subtler forms of jazz causes him to ignore or sideline many of Japan's most distinctive artists)」とも述べている。
サム・ジョーディソン (Sam Jordison) は、本書を「まったく素晴らしい (utterly wonderful) と持ち上げた上で、「この本を読むまで、僕はこの主題について何も知らなかった。[...] 今では、前より以上に何も知らない (Before reading it I knew nothing about this subject. [...] Now,I know even less than before)」と述べた。ジョーディソンは、「本書の楽しみの一部は、自身が掘り起こした奇妙な秘密に注がれた彼の限りない情熱だ (part of the pleasure of the book is his unbounded enthusiasm for the strange arcana he has dug up)」とも述べている。
日本では、記述内容に「間違いが多い」という批判が多くなされたが、「名著」とも、「奇書」とも評された。